# Molendy
Molendy (prononciation : [mɔˈlɛndɨ]) est un village polonais de la gmina de Garbatka-Letnisko dans le powiat de Kozienice de la voïvodie de Mazovie dans le centre-est de la Pologne.
Il se situe à environ 3 kilomètres au nord-ouest de Garbatka-Letnisko (siège de la gmina), 9 kilomètres au sud de Kozienice (siège du powiat) et à 89 kilomètres au sud-est de Varsovie (capitale de la Pologne).
Le village possède approximativement une population de 225 habitants en 2003.

## Histoire
De 1975 à 1998, le village appartenait administrativement à la voïvodie de Radom.